# Under the Influence (chanson d'Eminem)
Pour les articles homonymes, voir Under the Influence.
Pistes de The Marshall Mathers LP
Kim Criminal
Under the Influence est une chanson du rappeur américain Eminem accompagné de son groupe D12. C'est la dix-septième piste de l'album The Marshall Mathers LP, le 3e du rappeur, sorti le 23 mai 2000. Les membres du groupe D12 présents sur l'album sont, par ordre d'apparition Swifty McVay, Bizarre, Proof, Kuniva et Kon Artis. Le groupe reviendra régulièrement par la suite participer aux albums d'Eminem. En effet, en 2002, ils prêtent leur voix sur la chanson When The Music Stops (The Eminem Show) et en 2004 sur One Shot 2 Shot (Encore).

## Paroles
Dans cette chanson, Eminem fait référence à la consommation de drogue. Dans le premier couplet il raconte comment il tue quelqu'un dans un hôpital en le pendant aux rideaux. Swifty McVay rappe quant à lui à propos des crimes qu'il a fictivement commis et de la consommation de drogue. Lors du couplet interprété par Bizarre, celui-ci parle des drogues et de leurs impacts. On entend durant cette partie le rappeur dire "Mon DJ est dans le coma pour laisser le disque sauter, laisser le disque sauter, laisser le disque sauter (Merde!)", ce qui montre l'état dans lequel la drogue laisse les personnes. Les paroles de la chanson sont très vulgaires, justifiant le titre qui signifie "sous-influence". Parmi ses paroles, on entend dans la chanson "Du temps où je la lui enfonçais profond dans son cul" ou encore "J'amène tes potes et tes flingues et je me moque d'eux [...]Et se retrouvent en morceaux dans un sac poubelle". Le refrain montre lui aussi la vulgarité d'Eminem.

## Poursuite judiciaire
La société Facebook, pour promouvoir une nouvelle fonctionnalité de son réseau social a utilisé un échantillon de Under the Influence. La société "Eight Mile Style" possédant les droits sur la musique d'Eminem s'est rendu compte de la chose et a porté plainte contre l'entreprise de Mark Zuckerberg. Eminem demanda 150 000 dollars de dommages et intérêts pour violation des droits d'auteur. À noter que le fondateur du réseau social était lui-même un grand admirateur du rappeur lors de ses études à Harvard.